# L3/33
Carro Veloce CV-33 eller L3/33 var en tankette, som oprindelig blev bygget i 1933 og brugt af den italienske hær før og under 2. Verdenskrig. Den var baseret på den importerede britiske Carden Loyd tankette (også bygget på licens i Italien som CV-29). Mange CV-33er blev opgraderet til specifikationerne på CV-35 i 1935. I 1938 blev CV-33 omdøbt til "L3/33" mens CV-35 fik betegnelsen "L3/35."
Den oprindelige CV-33 havde en to-mands besætning, som blev beskyttet af 12 mm svejset panser og var bevæbnet med et enkelt 6,5 mm maskingevær.
L3/33 blev indsat i Kina, Spanien, Frankrig, Balkan, Nordafrika, Italiensk Østafrika, Italien og Sovjetunionen.

## Varianter

### L3 Lf
"L3 Lf" (Lancia fiamme, "flammekaster") var en anden variant af L3 tanketten. Udviklingen begyndte i 1935. Flammekaster dysen erstattede maskingeværet og flammekasterolien blev transporteret i en pansret trailer, som blev trukket af køretøjet. Senere versioner havde olien i en kasseformet tank oven på køretøjets motorrum. Køretøjet vejede 3,2 ton og den pansrede trailer rummede 500 liter brændstof. Den havde en rækkevidde på 35 meter, om end andre kilder siger 100 meter. De blev indsat i Nordafrika, om end der ikke er oplysninger om at de har været involveret i kamp.
L3 Lf blev indsat i Anden italiensk-abessinske krig, Spanien, Frankrig, Sovjetunionen, Balkan, Nordafrika og Italiensk Østafrika.

## Overlevende
Et eksemplar af L3/33 er udstillet i Australian War Memorial i Canberra, Australien. Det menes, at dette eksemplar blev erobret af britiske og Commonwealth tropper i Nordafrika i 1940 eller 1941.

## Eksterne kilder
- Wikimedia Commons har flere filer relateret til L3/33
- L3/33 (CV 33), L3/35 (CV 35) Tanketter på wwiivehicles.com